# Red Hat Enterprise Linux
Red Hat Enterprise Linux (RHEL) – komercyjna, przeznaczona dla firm i przedsiębiorców dystrybucja Linuksa firmy Red Hat. Jest ona kontynuacją dystrybucji Red Hat Linux.

## Założenia
RHEL skierowany jest przede wszystkim do odbiorców komercyjnych takich jak przedsiębiorcy i firmy, dla których oferuje wsparcie i pomoc techniczną oraz aktualizacje za pomocą Red Hat Network. Od kilku lat Red Hat silnie wspiera również użytkowników indywidualnych (Red Hat Enterprise Linux Desktop i Workstation).

## Historia
Dystrybucja Red Hat Enterprise Linux powstała w wyniku wprowadzenia w roku 2003 nowej strategii działania firmy Red Hat. Celem nowej polityki było oddzielenie w pełni komercyjnej dystrybucji Linuksa, przeznaczonej dla przedsiębiorców Red Hat Enterprise Linux, od wolnodostępnej, skierowanej przede wszystkim dla użytkowników domowych (pozbawionej komercyjnego wsparcia), Fedory Core (obecnie Fedora).

## Wersje
Red Hat Enterprise Linux dystrybuowany jest w kilku wersjach.
W wersji 5, która weszła na rynek w roku 2007, był podział na dwie zasadnicze grupy produktów:
- Red Hat Enterprise Linux 5 (serwery do dwóch procesorów)
- Red Hat Enterprise Linux 5 Advanced Platform (ponad 2 procesory).

Do tego dochodzą rozwiązania przeznaczone na stacje robocze, komputery domowe i firmowe.
Produkty klasy Advanced Platform zawierają w sobie: Cluster Suite i GFS.
Wersja 5 to również pełna wirtualizacja serwerów.
W wersji 4 Red Hat Enterprise Linux podział produktów wyglądał następująco:
- AS – (ang. advanced server) przeznaczona dla serwerów.
- ES – (ang. edge server) podobna do AS, ale dla mniejszych serwerów – 2 fizyczne procesory i 16 GB pamięci.
- WS – (ang. workstation) dla komputerów produkcyjnych – do 2 procesorów.
- Desktop – dla małych i średnich firm.
- Academic AS/ES/WS – wersja przeznaczona dla szkół i uczelni.

W wersji 3, która nie jest już wspierana:
Wszystkie wersje RHEL są na bieżąco aktualizowane przez Red Hat i udostępniane użytkownikom za pomocą Red Hat Network. Obecnie Red Hat wspiera wersje od 4 do 7 – każdy użytkownik z ważną subskrypcją wsparcia może używać dowolnej z tych wersji. To oznacza, że nabywając subskrypcję, otrzymujemy dostęp do wszystkich wersji z gwarancją ich prawidłowego działania.
Wsparcie Red Hat jest dostarczane w trzech podstawowych modelach:
- Basic
- Standard
- Premium